# Trofeo Valle d'Aosta 2004
Il I Trofeo Valle d'Aosta si è svolto dal 14 al 19 luglio 2004 a Courmayeur, in Italia. Al torneo hanno partecipato 4 squadre nazionali e la vittoria finale è andata par la prima volta al Brasile.

## Squadre partecipanti
- Brasile
- Giappone
- Italia
- Polonia

## Podio

### Campione
Formazione: 1 Walewska de Oliveira, 2 Elisangela Pereira, 3 Érika Coimbra, 4 Paula Pequeno, 5 Marianne Steinbrecher, 6 Caroline Gattaz, 7 Hélia de Souza, 8 Valeska Menezes, 9 Wélissa Gonzaga, 10 Virna Dias, 14 Fernanda Venturini, 15 Arlene Xavier, 16 Fabiana Claudino, CT: José Roberto Guimarães

### Secondo posto
Formazione: 1 Simona Gioli, 2 Simona Rinieri, 4 Manuela Leggeri, 5 Sara Anzanello, 7 Maurizia Cacciatori, 8 Jenny Barazza, 9 Nadia Centoni, 11 Darina Mifkova, 13 Manuela Secolo, 14 Eleonora Lo Bianco, 16 Francesca Ferretti, 18 Isabella Zilio, CT: Marco Bonitta

### Terzo posto
Formazione: 2 Chie Tsuji, 3 Houmi Narita, 5 Kanako Ōmura, 7 Yoshie Takeshita, 9 Miyuki Takahashi, 11 Yūko Sano, 12 Sachiko Sugiyama, 13 Ai Ōtomo, 14 Kana Oyama, 16 Megumi Kurihara, 17 Erika Araki, 18 Saori Kimura, CT: Schoichi Yanagimota

## Classifica finale
| Classifica | Squadre  |
| ---------- | -------- |
|            | Brasile  |
|            | Italia   |
|            | Giappone |
| 4          | Polonia  |